# Pete Raymond
Pete Raymond, född 21 januari 1947 i Princeton, New Jersey, är en amerikansk roddare.
Han tog OS-silver i åtta med styrman i samband med de olympiska roddtävlingarna 1972 i München.